# Тератофілія
Тератофілія (англ. Teratophilia) відноситься до сексуального потягу до монстрів. Слово походить від давньогрецького: τέρας, латинізоване: teras, букв. «чудовисько» та φιλία, filia, «любов».

## Загалом
Тератофілія класифікується як парафілія. Замість того, щоб розглядати стан як зло, захисники тератофілії вважають, що це дозволяє людям бачити красу поза суспільними стандартами. Серед іншого, було припущено, що монстри можуть функціонувати як ескапістська фантазія для деяких чоловіків і жінок, оскільки монстр здатний втілювати чоловічі атрибути, не представляючись чоловіком, що може втілювати травму і терор в екстремальних випадках, або, щонайменше, погіршувати патріархальний устрій.

## Тенденції

### Tumblr
Користувачі вебсайту Tumblr створили фандоми, які сексуально ілюструють різноманітних монстрів, від Крампуса до Пеннівайза з фільму «Воно».
У 2017 році стала популярною Людина-амфібія, монстр із «Форми води». Людина-амфібія вважається одним із найбільш ніжних монстрів. Реакція на цю істоту призвела до спроб деяких виробників фалоімітаторів відтворити його геніталії.
Після виходу фільма «Веном» 2018 року начну популярність отримав симбіот. У 2019 році фандом Веном привернув певну увагу медіа після того, як вони зайняли позицію проти людей, яких приваблює Тед Банді. Конфлікт набув такого розголосу в Інтернеті, що свою думку висловив навіть автор коміксів Marvel «Веном» Донні Кейтс.

### Бігфут
Еротика монстрів і бігфутів увійшла в загальну свідомість після того, як багато медіа, включаючи CNN і BBC, опублікували статтю про інцидент, що стався в Twitter. Кандидатка у Конгрес від Демократичної партії Вірджинії у 2018 році Леслі Кокберн написала у Твіттері, що її опонент Денвер Рігглмен є прихильником еротики бігфутів. Як доказ Кокберн використала фотографію оголеного Бігфута з Instagram Рігглмана. Рігглман усі звинувачення відкинув. Доктор Чак Тінгл, дворазовий фіналіст премії Г'юго, про цей інцидент написав історію під назвою «Не голосуйте за кандидата в Конгрес Вірджинії, який сподівається Денбера Вігглемана, тому що він сповнений ненависті, а не тому, що Бігфут робить його жорстким». Деякі популярні назви еротики бігфута включають «Сперма для снігової людини»; «Бігфут»; «Дика любов»; «Бігфут зробив мене ззаду, і мені це сподобалося»; «Бутт-файли — Справа про вейнер снігової людини» і «Спокушений Бігфутом і спустошений Єті: Таємні пригоди плідної домогосподарки».